# Ráróspuszta megállóhely
Ráróspuszta megállóhely a MÁV vasúti megállóhelye a Nógrád vármegyei Nógrádszakál községben. A névadó, különálló településrész mellett, annak északnyugati szélén helyezkedik el, közvetlenül a 2205-ös út vasúti keresztezése mellett, közúti megközelítését is az az út biztosítja.

## Vasútvonalak
A megállóhelyet az alábbi vasútvonalak érintik:
- Aszód–Balassagyarmat–Ipolytarnóc-vasútvonal
- Losonc–Kalonda–Nagykürtös-vasútvonal

## Kapcsolódó állomások
A megállóhelyhez az alábbi állomások vannak a legközelebb:
- Nógrádszakál vasútállomás (Aszód–Balassagyarmat–Ipolytarnóc-vasútvonal)
- Kisrárós megállóhely (Aszód–Balassagyarmat–Ipolytarnóc-vasútvonal)

## Forgalom
| Járat | Útvonal | Gyakoriság |
| ----- | --- | ---------- |
| S790  | Ipolytarnóc – Litke – Ráróspuszta – Nógrádszakál – Ludányhalászi – Szécsény – Hugyag – Őrhalom – Balassagyarmat | Napi 4 pár |